# Rudsjön (Risinge socken, Östergötland)
Rudsjön är en sjö i Finspångs kommun i Östergötland och ingår i Motala ströms huvudavrinningsområde.
Broocman (1760) uppger att sjön är känd för sin välsmakande fisk av arten ruda.